# Trididemnum alexi
Trididemnum alexi is een zakpijpensoort uit de familie van de Didemnidae. De wetenschappelijke naam van de soort is voor het eerst geldig gepubliceerd in 2003 door Gretchen Lambert. Ze noemde de soort naar haar kleinzoon, Alexander Ivan Coleman.
De soort komt voor in het noordoosten van de Stille Oceaan. Het holotype is afkomstig uit Friday Harbor in de Amerikaanse staat Washington.